# Werner Hühner
Werner Hühner (13. srpna 1886 Helmerkamp bei Celle – 3. února 1966 Plön) byl německý důstojník, generálporučík Wehrmachtu za druhé světové války. Je držitelem Rytířského kříže Železného kříže.

## Život
Narodil se 13. srpna 1886 v Helmerkampu v Německém císařství. Za první světové války sloužil v německé armádě jako důstojník. Po válce přešel do Reichswehru, kde působil na různých postech. Ve Wehrmachtu za druhé světové války velel 8. tankové, 61. pěší a 416. pěší divizi. Werner Hühner zemřel 3. února 1966 v Plönu ve Šlesvicku-Holštýnsku.

## Vyznamenání
- |  Železný kříž (1914) I. a II. třídy
- Odznak za zranění (1918) v černém
- | Spona k Železnému kříži I. a II. třídy
- Německý kříž ve zlatě (19. ledna 1942)
- Rytířský kříž Železného kříže (18. dubna 1943)